# Lagonosticta virata
La amaranta de Malí (Lagonosticta virata) es una especie de ave paseriforme de la familia Estrildidae endémica de África occidental. 

## Distribución y hábitat
Se encuentra únicamente en Mali y Senegal, distribuida por una extensión total de unos 120.000 km². 